# Iron Mountain Lake
Iron Mountain Lake és una població dels Estats Units a l'estat de Missouri. Segons el cens del 2000 tenia 693 habitants.

## Demografia
Segons el cens del 2000, Iron Mountain Lake tenia 693 habitants, 265 habitatges, i 187 famílies. La densitat de població era de 135,8 habitants per km².
Dels 265 habitatges en un 34% hi vivien nens de menys de 18 anys, en un 53,6% hi vivien parelles casades, en un 10,6% dones solteres, i en un 29,1% no eren unitats familiars. En el 24,2% dels habitatges hi vivien persones soles l'11,7% de les quals corresponia a persones de 65 anys o més que vivien soles. El nombre mitjà de persones vivint en cada habitatge era de 2,62 i el nombre mitjà de persones que vivien en cada família era de 3,03.
Per edats la població es repartia de la següent manera: un 28% tenia menys de 18 anys, un 7,2% entre 18 i 24, un 26,3% entre 25 i 44, un 24,7% de 45 a 60 i un 13,9% 65 anys o més.
L'edat mediana era de 37 anys. Per cada 100 dones de 18 o més anys hi havia 94,2 homes.
La renda mediana per habitatge era de 19.583 $ i la renda mediana per família de 23.750 $. Els homes tenien una renda mediana de 23.854 $ mentre que les dones 17.344 $. La renda per capita de la població era de 9.399 $. Entorn del 29,2% de les famílies i el 34,9% de la població estaven per davall del llindar de pobresa.

## Poblacions més properes
El següent diagrama mostra les poblacions més properes.